# Stergusa stelligera
Stergusa stelligera là một loài nhện trong họ Salticidae.
Loài này thuộc chi Stergusa. Stergusa stelligera được Eugène Simon miêu tả năm 1902.